# 高橋拓朗
高橋 拓朗（たかはし たくろう、1991年12月26日 - ）は、日本の元ラグビー選手。

## プロフィール
- 群馬県前橋市出身。
- 現役時代のポジションはセンター(CTB)、ウィング(WTB)。
- 身長 182cm、体重 88kg
- ニックネームはたくろー。
- 関東代表に選ばれたことがある[1]。

## 略歴
ラグビーを始めたきっかけは父の勧めから。
2010年、明和県央高校卒業後、中央大学商学部に入学する。
2013年、中央大学ラグビー部の副将に就任した。
2014年、中央大学卒業後、クボタスピアーズ(現・クボタスピアーズ船橋・東京ベイ)に加入。
2015年11月14日に行われたジャパンラグビートップリーグ第1節の東芝ブレイブルーパス戦にて途中出場で公式戦初出場を果たす。
2022年、現役を引退した。